# 泰勒地区勒梅尼勒
泰勒地区勒梅尼勒（法語：Le Mesnil-en-Thelle，法語發音：[lə menil ɑ̃ tɛl]）是法国瓦兹省的一个市镇，属于桑利斯区。

## 地理
泰勒地区勒梅尼勒（49°10'41"N, 2°17'10"E）面积6.09 平方千米，位于法国上法蘭西大區瓦兹省，该省份为法国北部内陆省份，北起索姆省，西接厄尔省和滨海塞纳省，南至塞纳-马恩省和瓦兹河谷省，东临埃纳省。
与泰勒地区勒梅尼勒接壤的市镇（或旧市镇、城区）包括：尚布利、泰勒地区弗雷努瓦、莫朗格勒、瓦兹河畔贝尔讷、佩尔桑。
泰勒地区勒梅尼勒的时区为UTC+01:00、UTC+02:00（夏令时）。

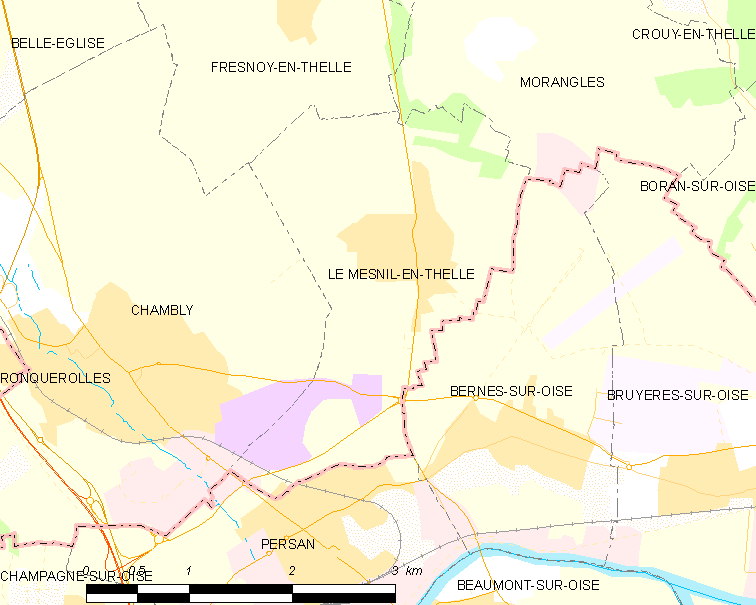
泰勒地区勒梅尼勒的OSM定位图

## 行政
泰勒地区勒梅尼勒的邮政编码为60530，INSEE市镇编码为60398。

## 政治
泰勒地区勒梅尼勒所属的省级选区为尚蒂伊县。

## 人口

1962-2008年间泰勒地区勒梅尼勒人口变化图示

泰勒地区勒梅尼勒于2022年1月1日时的人口数量为2392人。